# Tritrichomonose der Katze
Die Tritrichomonose ist eine durch Tritrichomonas foetus hervorgerufene Parasitose der Katze, die durch Dickdarmdurchfall gekennzeichnet ist.

## Erreger, Übertragung und Vorkommen
Tritrichomonas foetus ist ein 10–25 × 3–15 µm großer Einzeller mit drei Geißeln an seinem Vorderende und einer Geißel an seinem Hinterende.
Der Erreger verursacht auch eine andere Tritrichomonose, nämlich die Trichomonadenseuche der Rinder. Allerdings unterscheiden sich die Isolate von Katzen und Rindern genetisch, so dass eine Infektion der Katze durch Abortmaterial von Rindern, wie in der älteren Literatur noch angenommen, mittlerweile als widerlegt gilt. Die Übertragung erfolgt über eine fäkale Schmierinfektion von Katze zu Katze. Die Infektion wurde erstmals 1996 beschrieben und Befallsraten in Katzenzuchten von bis zu 30 % der Katzen ermittelt, in einer englischen Studie lag die Befallsrate bei Durchfallkatzen bei 15 %. Rassekatzen scheinen häufiger betroffen zu sein.

## Klinisches Bild und Diagnostik
Klinisch manifeste Erkrankungen treten vor allem bei Jungtieren auf. Die Tiere können vorher asymptomatische Träger gewesen sein, und die Erkrankung kann durch Stress ausbrechen. Typisch sind chronisch rezidivierender Durchfall, teilweise mit Blut- und Schleimbeimengungen. Da der Erreger im Ileum, Blinddarm und Colon parasitiert, sind Dickdarmdurchfälle mit erhöhter Kotabsatzfrequenz und dünnem, stinkig-fauligem Kot typisch.
Die Erkrankung kann durch den Nachweis von Tritrichomonas foetus im Kot erfolgen. Dazu eignen sich Ausstriche von frisch abgesetztem Kot oder eine vorherige Kultivierung in einem speziellen Kulturmedium. Der Nachweis mittels Polymerase-Kettenreaktion ist am sensitivsten. Koinfektionen mit Giardia intestinalis sind häufig.

## Behandlung
Für die Behandlung eignet sich nur Ronidazol, allerdings können Rezidive und bereits bei geringer Überdosierung schwere zentralnervöse Nebenwirkungen auftreten. Ohne Behandlung kommt es nach fünf Monaten bis zwei Jahren zu einem Verschwinden der Symptome.